# هينريتش هولاند
هينريتش هولاند (بالإنجليزية: Heinrich Holland)‏ هو جيولوجي أمريكي، ولد في 27 مايو 1927 في مانهايم في ألمانيا، وتوفي في 21 مايو 2012 في وينوود ‏ في الولايات المتحدة.